# Las Beatas
Las Beatas är en ort i Mexiko.   Den ligger i kommunen San Luis de la Paz och delstaten Guanajuato, i den centrala delen av landet, 250 km nordväst om huvudstaden Mexico City. Las Beatas ligger 2 005 meter över havet och antalet invånare är 109.
Terrängen runt Las Beatas är platt västerut, men österut är den kuperad. Runt Las Beatas är det ganska tätbefolkat, med 62 invånare per kvadratkilometer. Närmaste större samhälle är San Luis de la Paz, 12,9 km norr om Las Beatas. Trakten runt Las Beatas består till största delen av jordbruksmark.